# 미야지역
미야지역(일본어: 宮地駅)은 일본 구마모토현 아소시에 위치한 규슈 여객철도 호히 본선의 철도역이다. 섬식 승강장 1면 2선의 구조를 갖춘 지상역이다.

## 타는 곳
| 1 · 2 | ■ 호히 본선 | (상행) | 히고오즈 · 구마모토 방면 |
| 1 · 2 | ■ 호히 본선 | (하행) | 분고타케다 · 오이타 방면 |

## 역 주변
- 국도 제57호선
- 아소 시청
- 구마모토 지방 법무국 아소 지국
- 아소 진자

## 역사
- 1918년 1월 25일 : 미야지 게이벤 선의 다테노역에서 이 역까지의 연신에 수반해 미야지 역으로서 개업. 이 때는 종착역.
- 1922년 9월 2일 : 미야지 선에 노선명을 변경.
- 1928년 12월 2일 : 이 역부터 다마라이역까지 개통. 구마모토역부터 오이타역까지 한 개의 선로로 연결되어, 호히 본선의 역이 된다.
- 1982년 11월 : 화물 취급 폐지.
- 1987년 4월 1일 : 일본국유철도 분할 민영화에 의해, 규슈 여객철도가 승계.

## 인접 역
| 호히 본선                  | 호히 본선   | 호히 본선          |
| -------------------------- | ----------- | ------------------ |
| 이코이노무라 구마모토 방면 | ■ 호히 본선 | 나미노 오이타 방면 |